# まなみのりさ
まなみのりさは、日本の女性3人組アイドルユニット。通称まみり。メンバーは、まなみ・みのり・りさの3人。広島と東京を拠点に活動。アクターズスクール広島出身。「ご当地アイドル殿堂入り」。2023年4月1日に解散。

## 概要
2007年8月8日、CANdiscから「I DOL DAMA☆C」（アイドルだましい）でインディーズデビュー。
2011年12月27日、ホリプロ主催のご当地アイドル日本一を決定するイベント『U.M.U AWARD 2011』でグランプリを獲得。
2012年8月22日、ポニーキャニオンから「BLISTER/会いたくなったらたちまちおいで」でメジャーデビュー。しかし、CD売り上げ不振のため、ポニーキャニオンとの契約は1年で終了し、再びインディーズからのリリースとなる。
2016年3月10日、「株式会社フォースミュージック」の創業記念コンベンションにて同社への移籍を発表。
2017年、半年間の活動休止を経て6月27日、公式サイトにてアイアンクリエイティヴとの専属契約終了を発表し、音楽事務所「TOIL＆MOIL」に移籍することとなった。この結果、過去の曲を使用することができなくなり、持ち曲ゼロから再出発することとなる。6月28日、Twitterのアカウントが全メンバー変更される。7月1日、新オフィシャルサイト開設。インディーズデビュー10周年記念日である8月8日に、東京・duo MUSIC EXCHANGEでワンマンライブ「まなみのりさ 10th Anniversaryライブ “いままでとこれからと”」を開催。結成10年を迎えて日本ご当地アイドル活性協会より『ご当地アイドル殿堂入り』に認定された。10月からは拠点を地元・広島に移し、広島での再出発。12月24日、広島・フェニックスホールでワンマンライブ「もう一度、ここから」を開催、1,500人を集め満員にする。
2018年は広島と東京の2都市を拠点に活動。4月14日、東京・新宿ReNYで『まなみのりさワンマンライブ〜東京編〜「とりもどさないといけない場所」』開催。5月3日から5月5日のひろしまフラワーフェスティバル2018にはスペシャルゲストとして出演。6月9日、広島・広島クラブクアトロにて『まなみのりさワンマンライブ〜広島編〜「まだまだここから」』開催。8月8日、東京・TSUTAYA O-WESTで『まなみのりさワンマンライブ〜東京編〜「取り戻さないといけない場所」』台風のため条件付き開催。11月3日、広島・ブルーライブ広島で『平成30年7月西日本豪雨災害チャリティワンマンライブ「まだまだここから」』開催、利益は復興支援に全額寄付。12月10日、東京・マウントレーニアホールで『まなみのりさ〜Acoustic〜ワンマン』開催、ソールド・アウト。
2019年3月3日、東京・TSUTAYA O-WESTにて『まなみのりさひな祭りワンマンライブ「満員になったら、、、」』開催、満員にする。8月8日、東京・duo MUSIC EXCHANGEにて『まなみのりさ12周年記念ワンマンライブ「これまでも、これからも」』開催。12月13日、東京・ヒューリックホール東京にて『まなみのりさワンマンライブ「1000」』開催。
2022年4月1日、1年後の2023年4月1日をもって解散することを発表。
2023年1月14日、JMSアステールプラザ広島大ホールにて地元では最後の単独ライブとなる「広島大感謝祭」を開催し1,000人を動員する。
2023年4月1日、中野サンプラザでラストライブ「LAST」を開催し解散した。解散まで一度もメンバーチェンジを行わなかった。

## メンバー
| 名前       | よみ            | 生年月日（年齢）      | 出身地 | 血液型 | 備考                                                  |
| ---------- | --------------- | --------------------- | ------ | ------ | ----------------------------------------------------- |
| 谷野愛美   | たにの まなみ   | 1991年8月7日（33歳）  | 広島県 | AB型   | アクターズスクール広島 第8期生                        |
| 岡山みのり | おかやま みのり | 1990年12月2日（34歳） | 山口県 | AB型   | アクターズスクール広島 第1期生                        |
| 松前吏紗   | まつまえ りさ   | 1991年6月12日（34歳） | 広島県 | B型    | アクターズスクール広島 第3期生 元ピチレモン専属モデル |

- グループ名は3人の名前「まなみ」「みのり」「りさ」を組み合わせたもの。
- 同じメンバーで2004年夏頃から2005年夏頃まで活動していたが、グループ名はプロレス好きな先生が命名した「シャイニング・ウィザード」だった[14]。
- その後、グループ替えを経て「まなみのりさ」として再結成した。

### まなみ
- 谷野 愛美（たにの まなみ）、1991年8月7日（33歳）、広島県出身、血液型はAB型。
- 小学5年生でアクターズスクール広島に第8期生として入る。家族ぐるみの付き合いがあったPerfumeの西脇綾香に誘われたのがきっかけ[15]。
- SPL∞ASH「デート in the スタジアム」の振付を担当（2017年）。
- 11周年企画まみりちゃれんじ（まなちゃれ）では富士山登山に挑戦（2018年）。
- 個別指導Axis CM出演（2019年）。

### みのり
- 岡山 みのり（おかやま みのり）、1990年12月2日（34歳）、山口県出身、血液型はAB型。リーダー。
- 小学3年生でアクターズスクール広島に第1期生として入る。同期はPerfumeの3人で、樫野有香・西脇綾香らとグループを組んでいたことがある[16]。
- 11周年企画まみりちゃれんじ（みのちゃれ）では竜神大吊橋のバンジージャンプに挑戦（2018年）。
- ちぃたん☆らぶ「ちぃたん☆の気持ち」の歌を担当（2018年）。

### りさ
- 松前 吏紗（まつまえ りさ）、1991年6月12日（34歳）、広島県出身、血液型はB型。りっちゃん。
- 小学3年生でアクターズスクール広島に第3期生として入る。同期は9nineの西脇彩華[17]。
- ピチレモン専属モデル（2004年 - 2006年）。
- 11周年企画まみりちゃれんじ（りさちゃれ）では富士急ハイランドのお化け屋敷「絶凶・戦慄迷宮」に挑戦（2018年）。
- ブックオフ「BOOKOFF SUPER BAZAAR 広島段原店」CM出演（2018年）。

### ひろしま清盛美少女隊（2012年）
平安時代に安芸の国を舞台に活躍をしていた巫女3人衆と平清盛が1135年に出会い、運気を授け、清盛は躍進し全国を代表する武将となる。その後、2011年12月16日に新しい平清盛のイメージとともに、清盛の愛したゆかりの地広島を県内外に広くPRするためにNHK大河ドラマ『平清盛』広島県推進協議会のイメージキャラクター「ひろしま清盛」によるPR隊「ひろしま清盛隊」が結成され、その中心的なユニットとして「ひろしま清盛美少女隊」が存在している。まなみのりさのメンバーそっくりな3人組であり、PRイベントではまなみのりさの楽曲を披露するなどしているが、設定上はまなみのりさとは無関係ということになっている。
メンバー
- まなもり （1115年8月7日生、清盛が初めて広島を訪れた1135年のとき21歳）
- みのもり （1114年12月2日生、清盛が初めて広島を訪れた1135年のとき22歳）
- りさもり （1115年6月12日生、清盛が初めて広島を訪れた1135年のとき21歳）

※時空を超えているため年齢は1135年の時から変化はない。

### 瀬戸内しまのわ応援隊（2014年）
2013年12月11日、広島県・愛媛県から誕生したアイドルユニットまなみのりさ&ひめキュンフルーツ缶が「瀬戸内しまのわ応援隊」として任命された。応援隊は、瀬戸内しまのわ実行委員会が実施するPR活動や，各種イベントに出演するほか，各々のタレント活動の中でも「瀬戸内しまのわ2014」をPR。

## 略歴
| 8月8日 – シングル「I DOL DAMA☆C」をC.A.N.discよりリリース。 |

| 6月1日 – 秋葉原・石丸電気にてイベントを開催。                                |
| 7月 – オフィシャルファンサイト「まなみのりさファン!」開設。                  |
| 7月23日 – セカンドシングル「恋・オブ・ミュージック」をKyunnismよりリリース。 |

| 3月25日 – サードシングル「愛と平和のメッセージ（照）」をKyunnismよりリリース。 |
| 7月25日・26日 – 『FNSの日26時間テレビ2009超笑顔パレード』の「FNS27局対抗三輪車12時間耐久レースへの道」に「まなみのりさチーム」として、さらに地元テレビ新広島代表として初の全国ネットに出演。目標の完走（22位）を達成し、ポニーキャニオンと契約が完了。なお、この26時間テレビにて泣きドルの異名がつく[1][1]。その後、広島県内で放送されるCMにおいても泣きドルのフレーズが使用されている。 |
| 9月16日 – 4thシングル「Possibility」を広島地区と通信販売で先行販売。 |
| 11月4日 – 4thシングル「Possibility」（PCML-0901）をPONY CANYON MUSICより全国流通発売。オリコン最高188位。 |

| 4月 – テレビ新広島『情報チャージ 知りため!』（土曜9:55 - ）に、お天気お姉さん&エンタメ&ペットコナーMCとして出演。                                                                                        |
| 4月28日 – ファーストアルバム『みんな元気ィ!』リリース。 |
| 5月3日 - 5日 – 広島平和記念公園および平和大通りにて『ひろしまフラワーフェスティバル2010』出演。 |
| 10月2日 – 地元広島のライブハウス (H.B.B) でファースト単独ライブ『まなみのりさは、全力で皆さんを応援しまーす!!』を開催。満員の200名を動員。                                                               |
| 11月17日 – 5thシングル「ポラリス/センチメンタルライオット」リリース。 |
| 12月 – 広島FM『大窪シゲキの9ジラジ』（月 - 木曜 21:00 - 22:00）で、まなみのりさのレギュラーコーナー「まなみのりさの秘密のよふかし☆」（毎週木曜）放送開始。                                               |
| 12月24日・25日 – 『RCC ラジオ･チャリティ･ミュージックソン』（12月24日（金）正午 - 12月25日（土）正午24時間放送）に24時間ゲストとして参加。「目の不自由な方に音の出る信号機を」を合言葉に募金活動を行う。 |

| 5月3日 - 5日 – 広島平和記念公園および平和大通りにて『ひろしまフラワーフェスティバル2011』出演。 |
| 5月 – 愛媛県伊予郡松前町のエミフルMASAKIにて『初!愛媛ライブ』開催。 |
| 7月 – 道の駅キララ多岐にて『初!島根ライブ』開催。 |
| 8月 – 『祝!デビュー4周年 フジテレビお台場合衆国2011－みちのく合衆国ステージLIVE－』開催。 |
| 11月2日 – シングル「ドレみそ☆ロック!/Home Again 〜愛のみそ汁〜」をポニーキャニオンアーティスツよりリリース。オリコン最高117位。 |
| 12月16日 – NHK大河ドラマ『平清盛』広島県推進協議会から広島県の観光PRキャラバン隊として「ひろしま清盛美少女隊」に任命される。設定では、平安時代に安芸の国を舞台に活躍していた巫女3人衆「まなもり」「みのもり」「りさもり」となっており、800年以上経た平成の世に復活を果たしたことになっている。 |
| 12月27日 – ご当地アイドル日本一を決める『U.M.U AWARD 2011』でグランプリ受賞。 |

| 1月14日 – 宮島歴史民俗資料館企画展示「平清盛館」オープニングセレモニー、宮島と音戸の瀬戸を結ぶ高速船「きよもりブルーライン」の出発式に、広島県知事湯崎英彦、嘉門達夫、ひろしま清盛とともに「ひろしま清盛美少女隊」として参加。その後、広島駅南口エールエール地下広場にて「ひろしま清盛美少女隊」として初ライブ。「KIYOMORI」を披露した。 |
| 2月25日・26日 – 清盛ゆかりの地の広島と神戸の相互PRのために「KOBE de 清盛 2012 大輪田泊会場 歴史館」に「ひろしま清盛美少女隊」として登場。神戸・清盛隊とコラボレーションステージを行う。 |
| 3月18日 – 「ひろしま清盛美少女隊」として『宮島清盛まつり』のオープニングを飾る。この日スペシャルゲストとして出演した、NHK大河ドラマ『平清盛』の平清盛役の松山ケンイチと共演。 |
| 4月28日 – シングル「OH!PLEASE/PUNKISH PRINCESS」、「CQ.CQ.･･･/WALKING MERMAID」をクライマックスレコードより2枚同時リリース。 |
| 5月3日 – 渋谷NHK放送センターふれあいホールで行われた『U.M.Uご当地アイドルフェスティバル 〜ジモラブNo.1決定戦〜』に参戦。ひろしま清盛美少女隊の赤い甲冑衣装で「KIYOMORI」を歌ったのち、衣装チェンジし、「センチメンタルライオット」を歌唱。優勝を果たす。                                                                                 |
| 5月4日 – 広島平和記念公園および平和大通りにて『ひろしまフラワーフェスティバル2012』出演。 |
| 7月15日 – 広島CLUB QUATTROで、中四国のローカルアイドルを招いての主催ライブ、『まなみのりさ presents瀬戸っ娘☆ライオット2012〜Early Summer Edition〜Supported by リクエスト魂』を開催。この場でメジャーリリース決定の発表と同曲の披露が行われた。                                                                                          |
| 8月4日・5日 – お台場・青海特設会場にて『TOKYO IDOL FESTIVAL2012』出演。 |
| 8月22日 – シングル「BLISTER/会いたくなったらたちまちおいで」をポニーキャニオンよりリリース。オリコン最高139位。 |
| 10月13日 – 『はつかいち音楽祭オープニングライブ まなみのりさ in はつかいち』において、「ひろしま清盛美少女隊」の新曲「会いたくなったらたちまちおいで」を初披露。 |
| 11月10日 – 原宿アストロホールで、『まなみのりさ ファーストワンマンLIVE In TOKYO〜やほーい(^o^)／〜』を開催、音源未収録の新曲をバンド演奏にて披露。 |
| 11月24日 – 『アイドル横丁祭in小倉あるあるCity』出演。 |
| 11月28日・29日 – 香港のJUSCOコーンヒル店、AEONツェンワン店にて広島PRイベントに出演。 |
| 12月23日 – エディオンスタジオ紙屋町にてクリスマスワンマンライブ『まなみのりさ Presents "Mamiri X'mas" 〜まなみのりサンタがやって来る ヤァ!ヤァ!ヤァ!〜』を開催。 |

| 2月16日 – 広島LIVE JUKEにて『まみりーぐ 2013 -FEBRUARY-』開催。 |
| 3月9日 – 広島LIVE JUKEにて『まみりーぐ 2013 -MARCH-』開催。 |
| 3月10日 – ボートレース宮島にて『まなみのりさとるボートレースダービーin宮島』出演。 |
| 4月21日 – 広島LIVE JUKEにて『まみりーぐ 2013 -APRIL-』開催。 |
| 5月3日 - 5日 – 広島平和記念公園および平和大通りにて『ひろしまフラワーフェスティバル2013』出演（ゆめタウン広島スイートピーステージ、ホップステージ(白神ブロック)、カジル横川ハイビスカスステージ、アルパークチューリップステージ）。 |
| 5月18日 – 福山市ばら公園にて『第46回福山ばら祭』出演。 |
| 5月26日 – 広島BACK BEATにて『まみりーぐ 2013 -MAY-』開催。 |
| 6月1日 – 基町クレド・パセーラ6Fスカイパティオにて『MMJ・まなみのりさpresents "MOTO☆MATCH" -基町タッグマッチ-』出演。 |
| 6月9日 – 広島LIVE JUKEにて『まみりーぐ 2013 - JUNE-』開催。 |
| 7月6日 – JR広島駅南口噴水前広場特設ステージにて『広島県ディスティネーションキャンペーン オープニングイベント』出演。 |
| 7月7日 – 広島BACK BEATにて『まみりーぐ 2013 -JULY-』開催。 |
| 7月21日 – 京都・KBSホールにて『京都アイドルシティフェスタ@KBSホール』出演。 |
| 7月24日 – ミニアルバム『まみりサンダー』をクライマックスレコードよりリリース。オリコン最高151位。 |
| 7月27日・28日 – お台場・青海特設会場にて『TOKYO IDOL FESTIVAL2013』出演。 |
| 8月8日 – 広島BACK BEATにて『まなみのりさ 6th Anniversaryまみりーぐ2013 -AUGUST- 〜感謝!! 感激!! 雨!! まみり〜』開催。 |
| 8月18日 – サンリオピューロランドエンターテイメントホールにて『ご当地キティ15周年アニバーサリースペシャルライブinサンリオピューロランド supported by @JAM』出演。                                                                    |
| 9月16日 – 広島BACK BEATにて『まみりサンダー Special』開催。 |
| 10月13日 – あべのキューズタウンにて『せやねん!×Q's MALL ご当地アイドル祭り!』出演。 |
| 11月17日 – 代官山LOOPにて『まなみのりさワンマンLIVE In TOKYO 〜やほーい(^o^)／〜2』開催。 |
| 11月23日 – 滋賀・石山U☆STONEにて『びわ湖アイドルコレクション Vol.2』出演。 |
| 11月30日 – ボックスシアターにて『KYUSHU IDOL PARADE vol.1』、小倉あるあるCity B1スタジオにて『KYUSHU IDOL PARADE vol.2』出演。 |
| 12月20日 – 品川ステラボールにて『IDOL ChristmaST@TION 〜HUG YOU〜』出演。 |
| 12月23日 – 道頓堀ZAZA HOUSEにて『アイドルエキスポ2』出演。 |
| 12月28日 – 新宿ロフト にて『交フェス Vol7 in 新宿ロフト YHE YEAREND 年末直前』出演。 |

| 1月13日 – 大阪・日本橋Love Com劇場にて『Love×One Meeting Vol.29』出演。 |
| 1月19日 – LIVEHOUSE 新潟 SHOW CASEにて『まなみのりさとRYUTist』出演。 |
| 1月25日 – 池袋ブラックホールにて『アイドルドランカーin池袋』出演。 |
| 2月1日 – 大阪・長堀橋WAXXにて『BUNNY KISS お披露目ライブin長堀橋WAXX』出演。 |
| 2月2日 – 広島CAVE-BEにて『VALIDELIGHT＆PRML5 presents MOVEMENTION Vol.1』出演。 |
| 2月23日 – 代官山LOOPにて『Mixed Up』出演。 |
| 3月15日 – 六本木Bee-Hiveにて『FREE BOMBER』『ワンコイン BOMBER』『ファンタスティック』各公演出演。                                                                                       |
| 3月16日 – 渋谷Gladにて『ASIA IDOL PARADE』出演。 |
| 3月21日 – 宮島桟橋前広場にて『瀬戸内しまのわ2014オープニングセレモニー』出演。 |
| 3月22日 – 滋賀石山U☆STONEにて『京都歌姫絵巻 春の陣in滋賀〜びわ湖アイドルコレクションVol.4』出演。                                                                                        |
| 3月23日 – KBSホールにて『京都歌姫絵巻 春の陣』出演。京都GROWRLにて『京都歌姫絵巻 春の陣in京都〜1部@京都 GROWRL』出演。                                                                   |
| 3月29日 – 大阪市阿倍野区ROCKTOWNにて『Love Mark Festival×IDOL SUMMIT Vol101-Vol102』出演。                                                                                               |
| 3月30日 – 上野ブラッシュにて『IDOLドランカーin上野』出演。 |
| 4月4日 – 渋谷DESEOにて『ワンコインBOMBER〜500円で5時間〜』『SHIBUYA IDOL COLLECTION〜30分1本勝負1500円公演〜』各公演出演。渋谷Gladにて『ワンコインBOMBER〜春休みSP 納得の3連発〜』出演。 |
| 4月5日 – イマジンスタジオ（ニッポン放送）にて『第一回 有楽町アイドルカーニバル』出演。                                                                                                   |
| 4月6日 – 池袋ブラックホールにて『アイドルドランカーin池袋』出演。 |
| 4月7日 – Ustream番組「まなみのりさみっと」スタート |
| 4月10日 – 高円寺HIGHにて『Thursday Night Busters =SP=』出演。 |
| 4月12日 – 東京キネマ倶楽部にて『GIRLS×GIRLS×GIRLS』出演。 |
| 4月13日 – 渋谷TSUTAYA O-WESTにて『PREMIUM-プレミアム-』出演。 |
| 4月14日 – 川崎CLUB CITTA'にて『UPSTART GIRLS FES vol.13』出演。 |
| 4月17日 – 池袋RUIDO K3にて『Music-Metoropolitan』出演。 |
| 4月19日 – 基町クレド・パセーラ1Fふれあい広場にて『MOTO☆MATCH vol.2』出演。 |
| 4月20日 – 広島ナミキジャンクションにて『まみり jam Episode ZERO』開催、『Loop jam vol.8』出演。                                                                                          |
| 4月26日 – 渋谷RUDIO K2にて『ワンコインBOMBER』『ファンタスティック』各公演出演。 |
| 4月27日 – 新宿MARZにて『SEKIGAHARA IDOL WARS+TOKYO IDOL SHOWCASE SPRING BLOOM』出演。代々木ミューズモード音楽院本館にて『Yoyogi I doll Stage』出演。                                     |
| 4月29日 – 鹿鳴館Super Live Spaceにて『LIVE IDOL SYNDROME』出演。渋谷BURROWにて『つばさFly定期公演START IN MY DREAMvol.6 〜藤井勇綺生誕祭〜』出演。                                       |
| 5月2日 – 名古屋RADホールにて『アイドルドランカーin名古屋〜フェスの前に名古屋で前前夜祭』出演。                                                                                           |
| 5月3日 – 大阪・西天満LIVEHOUSE’Dにて『D-Girls Vol.50&Vol.51』出演。 |
| 5月4日 – 高松・CAFE&LOUNGE swaggにて『SEKIGAHARA IDOL WARS+IDOL SUMMIT Vol.103』出演。サンポート高松にて『IDOL SUMMIT』出演。                                                            |
| 5月5日 – 倉敷REDBOXにて『SEKIGAHARA IDOL WARS＋IDOL SUMMIT Vol.104』出演。神戸VARITにて『ゴールデン!Girl!Girl!Girl!』出演。                                                              |
| 5月6日 – 大阪・長堀橋WAXXにて『IDOL Collection Vol.58&Vol.59』出演。 |
| 6月6日 – 基町クレドふれあい広場にて『ゆかたできん祭 オープニングセレモニー&しまのわPR』出演。                                                                                            |
| 6月7日 – 広島・HIROSHIMA BACK BEATにて『松前吏紗生誕祭 in HIROSHIMA 〜りつこみゅにけーしょん Vol.1〜』『まみり jam vol.1〜feat.渕上里奈〜』開催。                                        |
| 6月13日 – 東京・六本木morph-tokyoにて『まなみのりさ東京主催ライブ 梅雨入り☆ライオット 2014〜The beginning of the rainy season〜』開催。                                                  |
| 7月26日 - シングル「桜エトランゼ」をCryMAX Recordsよりリリース。 |
| 8月9日 – 広島・HIROSHIMA BACK BEATにて『谷野愛美生誕祭 in HIROSHIMA 〜まなみっくすべじたぶるvol.1〜』『まみり jam vol.2 feat.simploop』開催。                                            |
| 8月10日 – 広島・HIROSHIMA BACK BEATにて『まなみのりさ生誕祭 in HIROSHIMA 〜まみり充〜』『mamiri jam vol.3 feat.HIROSHIMA FUSION UNITE』開催。                                            |
| 8月30日 - 東京・お台場新大陸Great Summerスタジアムにて開催された「歌がうまいアイドル日本一決定戦」に出演。レベッカの「フレンズ」をカバーしたが一回戦で敗退。                             |
| 8月31日 – 横浜・横浜アリーナで開催された『@JAM EXPO 2014』に出演。 |
| 9月13日 – 東京・北参道ストロボカフェ『アイアンクリエイティヴ presents アンプラグドライブ〜プロローグ〜』にて、初のアコースティックスタイルのライブを実施。                               |
| 9月20日 – 広島・HIROSHIMA BACK BEATにて『まなみのりさLIVE IN HIROSHIMA 〜十六夜よよいのよい〜』『『まみり jam vol.4 feat.PRML5』開催。                                                   |
| 9月21日 – 広島・HIROSHIMA BACK BEATにて『実りの秋☆ライオット 2014 〜The Harvest Festival〜』開催。                                                                                       |
| 10月11日 – 広島・HIROSHIMA BACK BEATにて『安芸の国から2014 〜Autumn Edition〜』開催。 |
| 11月29日 – 東京・六本木LiveSpace虎寅虎にて『まなみのりさ東京主催ライブ 年末突入☆ライオット2014 〜The beginning of the end of the year〜』開催。                                          |
| 11月20日 – 広島・HIROSHIMA BACK BEATにて『岡山みのり生誕祭〜あかいきつねとみのりのたぬき〜』『まなみのりさクリスマスライブ〜まみりークリスマス〜』開催。                                 |
| 12月26日 – アイドルお宝くじ「全国アイドル大集合!!お宝カヴァーしNIGHT」で優勝。 |

| 2月11日 – 東京・六本木morph-tokyoにて『まなみのりさ主催ライブ 聖パティシエ☆ライオット2015 〜The start of the girls battle〜』開催。                         |
| 2月13日 – アイドルお宝くじレギュラー回勝ち抜き。この後11回連続勝ち抜きの番組記録（当時）を樹立。                                                            |
| 2月14日 – 東京・渋谷7th FLOORにて『まなみのりさAcoustic Live!!バレンタインだョ！全員集合 〜チョコ溶かして型に入れて冷やしてどうかな？〜』開催。             |
| 3月7日 – 東京・六本木morph-tokyoにて『まなみのりさ主催ライブ ぐるぐるGR@@@VE 2015 Vol.1』開催。                                                             |
| 3月12日 – 東京・六本木EX THEATERにて開催された『アイドルお宝くじパーティーライヴ』に出演。                                                                  |
| 4月5日 – 赤坂グラフティーで『☆まなみのりさ Acoustic Live!! 〜旅立ち 1.2.3.4.5.6.7.8〜』『☆まなみのりさ Acoustic Live!! 〜出会い 1.2.3.4.5.6.7Days〜』開催。 |
| 4月12日 – 横浜・Yokohama O-SITEにて『まなみのりさ主催ライブ ぐるぐるGR@@@VE 2015 Vol.2』開催。                                                              |
| 4月15日 – 東京・六本木LiveSpace虎寅虎を皮切りに『Road to duo 〜みんなでつなぐ duoへの道のり!なんとパシャパシャもあるよ! 〜』スタート。                      |
| 5月3日 - 5日 – 広島・広島平和記念公園および平和大通りにて開催された『ひろしまフラワーフェスティバル2015』に出演。                                           |
| 5月3日 - 広島・HIROSHIMA BACK BEATにて『まなみのりさ × drop ツーマンライブ』開催。                                                                          |
| 5月5日 - 広島・HIROSHIMA BACK BEATにて『i-fes 〜Iron Creative fes〜 Vol.2』開催。                                                                           |
| 5月9日 – 広島バスツアー『まなみのりさとバスで巡る広島まわるまわるツアー&まなみのりさにゆかりのある場所でのミニアコースティックイベント』開催。              |
| 5月10日 – 広島・HIROSHIMA BACK BEATにて『MMRe:start 広島追加公演』『まなみのりさ Acostic Live in Hiroshima』開催。                                          |
| 5月15日 – 名古屋・HRAD HALLにて『まなみのりさ主催ライブ ぐるぐるGR@@@VE 2015 Vol.3』開催。                                                                  |
| 5月16日 – 大阪・長堀橋WAXXにて『まなみのりさワンマンLIVE in OSAKA 〜Road to duo in OSAKA〜』開催。                                                          |
| 5月23日 - 24日 – 東京・恵比寿KATA にて『日本お好み党決起集会 〜まなみのりさxお好み焼き写真展〜』開催。                                                      |
| 5月30日 – 東京・紀尾井町サロンホールにて『まなみのりさAcoustic Live!! 〜The beginning of the wedding season〜 〜The beginning of the rainy season〜』開催。 |
| 5月31日 – 東京・Big-Pig神田カープ本店にて『まなみのりさ：第一回 お好み党総会』開催。                                                                        |
| 6月6日 – 東京・下北沢ReGにて『ぐるぐるGR@@@VE 2015 Vol.4 梅雨入り3マンスペシャル!!』『ぐるぐるGR@@@VE 2015 Vol.5』開催。                                    |
| 6月10日 – マツコ&有吉の怒り新党放映。「新・３大 博多のタケさんが目をつけているローカルアイドル」としてまなみのりさが紹介される。                            |
| 6月13日 – 東京・六本木morph-tokyoにて『まなみのりさ 松前吏紗生誕祭〜りつこみゅにけーしょん2015〜』開催。                                                    |
| 7月4日 – 東京・shibuya duo MUSIC EXCHANGEにて『まなみのりさ 4th ワンマンLIVE in TOKYO MMRevolution〜まみりぼりゅーしょん〜』開催。                          |
| 7月26日 – 東京・六本木ヒルズアリーナにて開催された『アイドルお宝くじパーティーライヴ〜真夏の神曲紅白歌合戦〜』に出演。                                      |
| 8月1日 - 2日 – 東京・お台場周辺エリアで開催された『TOKYO IDOL FESTIVAL 2015』に出演。                                                                       |
| 8月8日– 東京・六本木morph-tokyoにて『まなみのりさ 谷野愛美生誕祭 〜まなみっくすべじたぶる2015〜』『まなみのりさ生誕祭 〜まみり充 2015 in TOKYO〜』開催。    |
| 8月11日– 広島・LIVE JUKEにて『まなみのりさ生誕祭 〜まみり充 2015 in HIROSHIMA〜』開催。                                                                     |
| 8月15日– 東京・六本木LiveSpace虎寅虎にて『まなみのりさの グッドモーニング (^o^)/』開催。                                                                    |
| 8月28日– 広島・広島クラブクアトロにて『まなみのりさが東京のお友達連れてきたよスペシャルライブ』開催。                                                       |
| 8月29日– 横浜・横浜アリーナで開催された『@JAM EXPO 2015』に出演。                                                                                           |
| 9月22日– 東京・六本木morph-tokyoにて『まみりふれんず ワンマンライブ』開催。'                                                                                |
| 9月25日– 東京・SHIBUYA TAKE OFF 7にて定期ライブ『まみり showcase ブレイクするー』開催。「逆襲のポラリス」「νポラリスAb」初披露。                            |
| 10月17日 – 東京・六本木morph-tokyoにて『νAb逆襲リリース直前スペシャルライブ 〜アコースティックもあるよ〜』『MMR×LPP 2マンスペシャルライブ』開催。           |
| 10月30日 – 東京・SHIBUYA TAKE OFF 7にて定期ライブ『まみり showcase ブレイクするー〜ハロウィン体育祭〜』開催。                                               |
| 11月15日 – 広島・TOWER RECORDS広島店を皮切りに「νポラリスAb/逆襲のポラリス」リリースイベントがスタート。                                                    |
| 11月26日 – 東京・SHIBUYA TAKE OFF 7にて定期ライブ『まみり showcase ブレイクするー〜文化祭〜』開催。                                                         |
| 11月30日 – 東京・Mt.RAINIER HALL SHIBUYA PLEASURE PLEASUREにて『愛がなきゃ始まらないっ!みんなの見たかったツーマンライブ!! 交流戦vol.1 "DLH × MMR"』開催。   |
| 12月5日 – 東京・六本木morph-tokyoにて『まなみのりさ 岡山みのり生誕祭〜あかいきつねとみのりのたぬき2015〜』開催。                                            |
| 12月22日 – シングル「νポラリスAb/逆襲のポラリス」をIVY RECORDSよりリリース。                                                                                |
| 12月23日– 東京・六本木morph-tokyoにて『まなみのりさクリスマスライブ〜まみりークリスマス2015〜』開催。                                                       |
| 12月28日– 東京・SHIBUYA TAKE OFF 7にて定期ライブ『まみり showcase ブレイクするー〜忘年会〜』開催。                                                          |
| 12月31日– 東京・TSUTAYA O-WESTにて『2マンLIVE〜まなみのりさ×WHY@DOLL〜きっかけはお宝くじ〜』開催。                                                          |

| 1月14日 – 東京・六本木morph-tokyoにて『まなみのりさ×morph-tokyo presents ぐるぐるGR@@@VE』開催。 |
| 1月30日– 東京・SHIBUYA TAKE OFF 7にて定期ライブ『まみり showcase ブレイクするー』開催。 |
| 1月31日 – 東京・六本木morph-tokyoにて『ハピコレ!!presents MMR×Caramel in USA』開催。 |
| 2月11日 – 東京・六本木morph-tokyoにて『まみりチャレンジ』開催。 |
| 2月13日 – 東京・六本木morph-tokyoにて『St.Valentines DAY Eve 〜13日のパティシエ』開催 |
| 2月17日 – 東京・六本木morph-tokyoにて『まなみのりさ×morph-tokyo presents ぐるぐるGR@@@VE』開催。 |
| 2月21日 – 東京・六本木morph-tokyoにて『まみりマニアック』開催。 |
| 2月28日– 東京・SHIBUYA TAKE OFF 7にて定期ライブ『まみり showcase ブレイクするー』開催。 |
| 3月14日 – 東京・六本木morph-tokyoにて『まなみのりさ×morph-tokyo presents ぐるぐるGR@@@VE』開催。 |
| 3月26日 – 東京・新宿ReNYにて『まなみのりさ 5th ワンマンLIVE in TOKYO MMResults〜まみりざるつ〜』開催。「真夏のエイプリルフール」「Results」初披露。                                                                      |
| 3月29日 – まなみが声帯結節の治療のためにしばらく休養することを発表。 |
| 4月1日 – 名古屋・RAD HALLにて『FLOOR WA CHAOS-spring tour2016-』開催。Caramel、絶叫する60度、谷川POPゴリラの4組での全国4か所ツアー。                                                                                     |
| 4月2日 – 大阪・ESAKA MUSEにて『FLOOR WA CHAOS-spring tour2016-』開催。 |
| 4月3日 – 広島・CAVE-BEにて『FLOOR WA CHAOS-spring tour2016-』開催。 |
| 4月9日 – 東京・六本木morph-tokyoにて『FLOOR WA CHAOS-spring tour2016-』開催（ツアーファイナル）。 |
| 4月21日 – 東京・六本木morph-tokyoにて『まなみのりさpresents ぐるぐるGR@@@VE 番外編 上野優華×まなみのりさ スペシャル2マンライブ』開催。                                                                                   |
| 4月24日– 東京・SHIBUYA TAKE OFF 7にて定期ライブ『まみり showcase April』開催。まなみが声帯結節治療の休養から復帰。 |
| 4月26日 – 東京・代官山LOOPにて『二人目のジャイナ × まなみのりさ 〜SPECIAL 2MAN LIVE〜』開催。 |
| 4月29日 – 名古屋・TOWER RECORDS名古屋近鉄パッセを皮切りに「真夏のエイプリルフール/Results」リリースイベントがスタート。                                                                                                  |
| 5月3日 - 5日 – 広島・平和記念公園および平和大通りにて開催された『ひろしまフラワーフェスティバル2016』に出演（NHK広島放送局シクラメンステージ、カラーステージ(広島ガス)）。                                               |
| 5月4日 - 5日 – 広島・JMSアステールプラザ 大ホールにて開催された『TOKYO IDOL FESTIVAL 2016 LOVES HIROSHIMA6』に出演。 |
| 5月11日 – 東京・六本木morph-tokyoにて『まみりーミーティング』開催。 |
| 5月21日– 東京・SHIBUYA TAKE OFF 7にて定期ライブ『まみり showcase May』開催。 |
| 5月28日 - 29日 – 兵庫・淡路ワールドパークONOKOROにて開催された『淡路島ガールズ・ポップ・フェスティバル』に出演。 |
| 6月4日 – 東京・代官山LOOPにて『ぐるぐるGood LOOP 悪代官の山』開催。 |
| 6月13日 – 東京・六本木morph-tokyoにて『まなみのりさ 松前吏紗生誕祭〜りつこみゅにけーしょん2016〜』『まなみのりさpresents ぐるぐるGR@@@VE 番外編 凸凹凸凹-ルリロリ-×まなみのりさ スペシャル2マンライブ』開催。            |
| 6月26日– 東京・SHIBUYA TAKE OFF 7にて定期ライブ『まみり showcase June』開催。 |
| 7月2日 – 東京・TSUTAYA O-WESTにて『まなみのりさ 6th ワンマンLIVE in TOKYO MMROCK 〜真夏のエイプリルフール〜』開催。 |
| 7月5日 – シングル「真夏のエイプリルフール/Results」をFORCE MUSICよりリリース。 |
| 7月27日 – 東京・六本木LiveSpace虎寅虎にて『リリイベ真夏の感謝祭 〜Results』開催。 |
| 7月28日 – 東京・六本木LiveSpace虎寅虎にて『リリイベ真夏の感謝祭 〜真夏のエイプリルフール』開催。 |
| 7月30日 – 東京・六本木ヒルズアリーナにて開催された『アイドルお宝くじパーティーライヴ 〜真夏の神曲♡紅白歌合戦〜』に出演。                                                                                                 |
| 8月5日 - 7日 – 東京・お台場周辺エリアで開催された『TOKYO IDOL FESTIVAL 2016』に出演。 |
| 8月11日– 東京・六本木morph-tokyoにて『まなみのりさ 谷野愛美生誕祭 〜まなみっくすべじたぶる2016〜』『まなみのりさ生誕祭 〜まみり充 2016〜』開催。                                                                         |
| 8月31日 – 東京・上野音横丁にて『まみりLIVE 〜おやすみ 夏休み〜』開催。 |
| 9月5日 – 東京・六本木morph-tokyoにて『カツオ生誕祭!? 〜まなみのりさのライブです〜』開催。「流せるだけの汗と涙を」「Darkness」初披露。                                                                                    |
| 9月19日 – 東京・梅島Live & Bar Hugoにて『ありがとう! ひんやりジョージア感謝祭 〜ポチるポチる〜』開催。 |
| 9月24日 - 25日 – 千葉・幕張メッセ 国際展示場 9〜11ホールで開催された『@JAM×ナタリーEXPO 2016』に出演。 |
| 9月22日 – 東京・渋谷文化総合センター大和田にて『栄養士りさの300分クッキング Vol.1』開催。 |
| 9月28日 – 東京・上野音横丁にて『まみりLIVE 〜だんご三姉妹のお月見〜』開催。 |
| 10月7日 – 大阪・OSAKA MUSEにて『Caramel×絶叫する60度×まなみのりさPresents 決着の3マンツアー』開催。全国7か所ツアー。 |
| 10月8日 – 福岡・DRUM Be-1にて『Caramel×絶叫する60度×まなみのりさPresents 決着の3マンツアー』開催。 |
| 10月9日 – 広島・SECOND CRUTCHにて『Caramel×絶叫する60度×まなみのりさPresents 決着の3マンツアー』開催。 |
| 10月10日 – 名古屋・MUSIC FARMにて『Caramel×絶叫する60度×まなみのりさPresents 決着の3マンツアー』開催。 |
| 10月14日 – 仙台・CLUB JUNK BOXにて『Caramel×絶叫する60度×まなみのりさPresents 決着の3マンツアー』開催。 |
| 10月15日 – 新潟・GOLDENPIGS RED STAGEにて『Caramel×絶叫する60度×まなみのりさPresents 決着の3マンツアー』開催。 |
| 10月21日 – 東京・下北沢GARDENにて『Caramel×絶叫する60度×まなみのりさPresents 決着の3マンツアー』（ツアーファイナル）開催。                                                                                               |
| 10月22日 – 東京・渋谷文化総合センター大和田にて『栄養士りさの300分クッキング Vol.2』開催。 |
| 10月27日 – 東京・渋谷CLUB CRAWLにて『まみりLIVE 〜ただいま、まみりちゃん〜』開催。 |
| 10月31日 – 東京・上野音横丁Lにて『松前吏紗ソロリサイタル記念 2マンライブ』開催。 |
| 11月20日– 東京・SHIBUYA TAKE OFF 7にて『まみり対バンLIVE』『まみりLIVE 〜まみりでカヴァーしNIGHT〜』開催。 |
| 11月22日– 東京・SHIBUYA DESEOを皮切りに『τ-TAU-「Dead or Drive」リリースツアー』スタート。 |
| 11月27日 – 東京・六本木Live Space 虎寅虎にて『松前吏紗ソロリサイタル 第2弾』開催（ゲスト 星野みちる）。 |
| 12月3日 – 東京・六本木morph-tokyoにて『まなみのりさ 岡山みのり生誕祭〜あかいきつねとみのりのたぬき2016〜』『まなみのりさpresents ぐるぐるGR@@@VE 番外編 DLH×MMR 交流戦vol.2 〜Dorothy MaMiRi Happy 2マンライブ〜』開催。 |
| 12月12日 – 東京・渋谷Gladにて『松前吏紗ソロリサイタル 第3弾』開催（ゲスト 脇田もなり）。 |
| 12月23日 – 東京・六本木morph-tokyoにて『まみりLIVE 〜赤と緑のまみりークリスマス〜』『まみりLIVE 〜Saint Acoustic〜まみり地蔵Live〜』開催。                                                                               |

| 1月8日 – 東京・渋谷Gladにて『2017年 新春ライブ!』『酉年 新春ライブ!』開催。                                                                       |
| 1月30日 – 東京・渋谷Gladにて『松前吏紗ソロリサイタル 第4弾』開催（ゲスト 上野優華）。                                                             |
| 2月6日 – 東京・SHIBUYA DESEOで『τ-TAU-「Dead or Drive」レコ発ツアー supported by Village Vanguard』開催（ツアーファイナル）。                     |
| 2月11日 – 東京・渋谷CLUB CRAWLで『St. Valentine's Day 〜2日早い13日のパティシエ〜』開催。アイアンクリエイティブ所属でのまなみのりさ最後のライブ。 |
| 2月17日 – 東京・渋谷CLUB CRAWLで『松前吏紗ソロリサイタル 第5弾』開催（ゲスト 髙橋麻里）。                                                         |
| 6月27日 - アイアンクリエイティヴとの専属契約終了を発表。                                                                                          |
| 8月8日 – 東京・shibuya duo MUSIC EXCHANGEにて『まなみのりさ 10th Anniversaryライブ“いままでとこれからと”』開催。                                  |
| 8月12日 - 東京・新宿club SCIENCEにて『RHYMEBERRY×まなみのりさ2マンライブ』出演。                                                                  |
| 8月23日 - 東京・TSUTAYA O-Crestにて『まなみのりさ×上野優華〜よっ！お久しぶりっ！の2マン〜』開催。                                                 |
| 9月3日 - ミニ・アルバム『さよなら、またね』リリース。                                                                                             |
| 9月3日 - ライブDVD『いままでと、これからと』リリース。                                                                                            |
| 9月3日 - 東京・morph-tokyoにて『「さよなら、またね」〜ワンマンできるだけ見てほしいけぇ〜』開催。                                                  |
| 10月1日 - 広島・アステールプラザ中ホールにて『アクターズスクール広島 2017 Autumn Act』出演。母校の発表会のステージに5年ぶりに立つ。               |
| 10月2日 - みんなのテレビ「まなみのりさのさとやまクッキング」放送開始。                                                                            |
| 10月4日 - 広島・HIROSHIMA BACK BEATにて『「まなみのりさ フェニックスホールへの道」定期ライブ』開催。                                              |
| 10月9日 - 広島・HIROSHIMA BACK BEATにて『アクセル10周年 熊本支援ライブMADE IN JAPAN』出演。                                                       |
| 10月12日 - 広島・広島サンプラザホール『B.LEAGUE 広島ドラゴンフライズ vs 熊本ヴォルターズ』国歌斉唱とハーフタイムショーに出演。                    |
| 10月18日 - 広島・HIROSHIMA BACK BEATにて『「まなみのりさ フェニックスホールへの道」定期ライブ』開催。                                             |
| 11月1日 - 広島・HIROSHIMA BACK BEATにて『「まなみのりさ フェニックスホールへの道」定期ライブ』開催。                                              |
| 11月15日 - 広島・HIROSHIMA BACK BEATにて『「まなみのりさ フェニックスホールへの道」定期ライブ』開催。                                             |
| 11月25日 - 東京・DMM VR THEATERにて『まなみのりさ広島フェニックスホール1500人の道 東京編』開催。                                                  |
| 12月6日 - 広島・HIROSHIMA BACK BEATにて『「まなみのりさ フェニックスホールへの道」定期ライブ』開催。                                              |
| 12月20日 - 広島・HIROSHIMA BACK BEATにて『「まなみのりさ フェニックスホールへの道」定期ライブ』開催。                                             |
| 12月24日 – 広島・フェニックスホールにて『もう一度、ここから』開催。                                                                               |

| 1月11日 - 広島・HIROSHIMA BACK BEATにて『広島定期公演「ちゃんとさよならまたね」』開催。                                                                                       |
| 1月14日 - 東京・六本木morph-tokyoにて『まなみのりさワンマンライブ「広島で頑張ってきましたよ報告会」＆フェニックスホールのセトリ、そのまんまでもう一回やっちゃいます」』開催。 |
| 2月25日 - 東京・カラオケ パセラ AKIBAマルチエンターテインメントにて『akiba COLLECTION』出演。                                                                                 |
| 2月27日 - 東京・dues 新宿にて『無料定期ライブ ー我こそはまみり新参さんようこそ！ー』開催。                                                                                    |
| 3月1日 - 広島・HIROSHIMA BACK BEATにて『広島定期公演「卒業おめでとう＆ひな祭りスペシャル」』開催。                                                                            |
| 3月14日 - 東京・六本木morph-tokyoにて『まなみのりさ×プレイボールズ×LIFriends 3マンLIVE』開催。                                                                                |
| 3月18日 - 東京・代官山LOOPにて『アソビタリナイ!! 〜まなみのりさ×脇田もなり with DJ Nachu×ちさ〜』出演。                                                                       |
| 3月19日 - 東京・六本木morph-tokyoにて『まなみのりさ×ヤなことそっとミュート 2マンLIVE』開催。                                                                                  |
| 3月24日 - 東京・秋葉原P.A.R.M.S,にて『仮面女子＆まなみのりさツーマンライブ!!』出演。                                                                                          |
| 3月25日 - 神奈川・F.A.D YOKOHAMAにて『GIG TAKAHASHI Vol.1』出演。 |
| 3月27日 - 東京・dues 新宿にて『無料定期ライブ』開催。 |
| 4月8日 - 東京・dues 新宿にて『無料定期ライブFINAL』開催。 |
| 4月14日 - ライブDVD『もう一度、ここから』リリース。 |
| 4月14日 - 東京・新宿 ReNYにて『まなみのりさワンマンライブ〜東京編〜「とりもどさないといけない場所」』開催。                                                                   |
| 4月22日 - 滋賀・布引グリーンスタジアムにて『ももクロ春の一大事 SFP（シガフレンドパーク）』出演。                                                                              |
| 5月3日 - 5日 – 広島・広島平和記念公園および平和大通りにて『ひろしまフラワーフェスティバル2018』にスペシャルゲストとして出演。                                                 |
| 5月6日 - 広島・HIROSHIMA BACK BEATにて『広島定期公演「フラワーフェスティバルにかこつけて」』開催。                                                                            |
| 5月9日 - 東京・代官山LOOPにて『アソビタリナイ 〜hy4_4yh（ハイパーヨーヨ）×まなみのりさ〜』2マンライブ』出演。                                                                 |
| 6月3日 - 東京・SHIBUYA WWW Xにて『GIG TAKAHASHI Vol.2』出演。 |
| 6月9日 - シングル『たいせつな…（広島ver）』リリース。CDは広島県内のフタバ図書19店舗とBOOKOFF SUPER BAZAAR1店舗で限定販売。                                                    |
| 6月9日 - 広島・広島クラブクアトロにて『まなみのりさワンマンライブ〜広島編〜「まだまだここから」』開催。                                                                       |
| 6月18日 - 東京・下北沢GARDENにて『【2マン五本勝負】まなみのりさ11周年企画 其の一 チャオ ベッラ チンクエッティ』開催。                                                         |
| 7月5日 - 東京・六本木morph-tokyoにて『【2マン五本勝負】まなみのりさ11周年企画 其の二 夢みるアドレセンス』開催。                                                               |
| 7月10日 - 東京・渋谷Club Crawlにて『無料定期公演』開催。 |
| 7月21日 - 広島・広島クラブクアトロにて『イセ食品 森のたまご presents わーすた Summer LIVE TOUR 2018 〜JUMPING SUMMER〜』出演。                                                |
| 7月23日 - 東京・TSUTAYA O-Crestにて『【2マン五本勝負 × アップアップガールズ（仮） 】まなみのりさ11周年企画 其の三』開催。                                                     |
| 7月28日 - 東京・六本木ヒルズアリーナにて『六本木アイドルフェスティバル2018』出演。                                                                                            |
| 7月30日 - 東京・TSUTAYA O-Crestにて『【2マン五本勝負 × 桜エビ〜ず】まなみのりさ11周年企画 其の四』開催。                                                                      |
| 8月1日 - 東京・TSUTAYA O-Crestにて『【2マン五本勝負 × Task have Fun】まなみのりさ11周年企画 其の五』開催。                                                                    |
| 8月4日 - 東京・渋谷Club Crawlにて『無料定期公演』開催。 |
| 8月5日 - 千葉・ZOZOマリンスタジアムにて『【Momoclo Mania 2018】外周パーク「FUMIHIKO PICNIC」』出演。                                                                          |
| 8月8日 - シングル『たいせつな…（東京ver）』リリース。 |
| 8月8日 - 東京・TSUTAYA O-WESTにて『まなみのりさワンマンライブ〜東京編〜「取り戻さないといけない場所」』台風のため条件付き開催。                                               |
| 8月23日 - 東京・下北沢シェルターにて『DEVIL NO ID ×まなみのりさ 2マン』出演。                                                                                                 |
| 9月2日 - 大阪・ROCKTOWNにて『Chu-Z東名阪仙ツアー〜メガロポリス〜』ゲスト出演。                                                                                                |
| 9月8日 - 広島・HIROSHIMA BACK BEATにて『広島定期公演「秋休みって何だよ、全員集合」』開催。                                                                                    |
| 9月23日 - 東京・マウントレーニアホールにて、『東京女子流×まなみのりさ ツーマンライブ』出演。                                                                                  |
| 9月29日 - 東京・渋谷CLUB CRAWLにて『まなみのりさ8/8ワンマンライブ 振替公演』開催。                                                                                            |
| 10月13日 - 東京・渋谷CLUB CRAWLにて『無料定期公演〜マウントレーニアホールアコースティックワンマンに向けて〜』開催。                                                           |
| 10月20日 - 広島・HIROSHIMA BACK BEATにて『minami rumi × まなみのりさ』出演。                                                                                                  |
| 11月3日 - 広島・ブルーライブ広島にて『平成30年7月西日本豪雨災害チャリティワンマンライブ「まだまだここから」』開催。                                                           |
| 11月23日 - 東京・渋谷CLUB CRAWLにて『無料定期公演〜マウントレーニアホールアコースティックワンマンに向けて〜』開催。                                                           |
| 12月10日 - 東京・マウントレーニアホールにて『まなみのりさ〜Acoustic〜ワンマン』開催。                                                                                         |
| 12月25日 - 埼玉・さいたまスーパーアリーナ・コミュニティアリーナにて『「ももいろクリスマス2018」〜サテライトパーク"堀アキラ"〜』出演。                                         |

| 1月8日 - 東京・渋谷CLUB CRAWLにて『無料定期公演〜2019〜』開催。                                                                                                |
| 1月26日 - 東京・渋谷CLUB CRAWLにて『まなみのりさ × Chu-Z 2マンライブ』開催。                                                                                   |
| 1月31日 - 東京・下北沢ERAにて『渕上里奈ミニアルバム「SPURT」リリース記念ライブ』出演。                                                                         |
| 2月12日 - 東京・渋谷CLUB CRAWLにて『突然絶叫するまみりvol.2』を絶叫する60度と開催。                                                                            |
| 2月16日 - 東京・赤坂CLUB TENJIKUにて『minami rumi presents 「毎月第3土曜日はプレミアムサタデーナイト開催！〜わくわくポイント3倍デー♪〜」』出演。               |
| 3月3日 - 東京・TSUTAYA O-WESTにて『まなみのりさひな祭りワンマンライブ「満員になったら、、、」』開催、満員にする。                                              |
| 3月9日 - 東京・渋谷CLUB CRAWLにて『無料定期ライブ〜3/3来てくれてサンキュー〜』開催。                                                                           |
| 3月16日 - 活動再開後初となるMV『花びら』を公開。 |
| 3月24日 - 東京・大塚ハーツプラスにて『らじたまライブ』出演。                                                                                                   |
| 3月31日 - 東京・八王子Match Voxにて『売れフェスSEASON 2-6』出演。                                                                                              |
| 4月13日 - 広島・広島CAVE-BEにて『まなみのりさ×ヤルキスト 2マンLIVE』開催。ヤルキスト feat.まなみのりさ「ENJOY!」を披露（まなみが振付を担当）公式動画 - YouTube |
| 4月14日 - 新潟・CLUB RIVERSTにて『GIG TAKAHASHIツアー2019』出演（あゆみくりかまき、桜エビ〜ず、Task have Funと共同開催）。                                     |
| 4月20日 - 富山・宮野運動公園にて『ももいろクローバーZ「ももクロ春の一大事2019 in 黒部市」サテライトパーク「ウォー太郎パーク」』出演。                          |
| 4月25日 - 東京・渋谷CLUB CRAWLにて『無料定期ライブ』開催。 |
| 4月29日 - 埼玉・HEAVEN'S ROCK熊谷VJ-1にて『GIG TAKAHASHIツアー2019』出演。                                                                                     |
| 5月1日 - 東京・渋谷CLUB CRAWLにて『無料定期ライブ』開催。 |
| 5月3日 - 兵庫・神戸VARIT.にて『GIG TAKAHASHIツアー2019』出演。                                                                                                 |
| 5月4日 - 5日 - 広島・平和大通り、アルパーク、基町クレドにて『ひろしまフラワーフェスティバル2019』出演。                                                        |
| 5月16日 - 東京・渋谷CLUB CRAWLにて『まなみのりさ × チロル2マンライブ』開催。                                                                                   |
| 6月1日 - 神奈川・新横浜 NEW SIDE BEACH!!にて『GIG TAKAHASHIツアー2019』出演。                                                                                  |
| 6月2日 - 東京・新宿BRAZEにて『GIG TAKAHASHIツアー2019』出演。                                                                                                  |
| 6月9日 - 東京・渋谷CLUB CRAWLにて『無料定期ライブ』開催。 |
| 6月21日 - 東京・六本木morph-tokyoにて『3か月連続2マンライブ with STARMARIE』開催。                                                                             |
| 6月23日 - 神奈川・横浜アリーナにて『Yokohama A-rin Collection』出演。                                                                                          |
| 7月1日 - 東京・六本木morph-tokyoにて『3か月連続2マンライブ with kolme』開催。                                                                                  |
| 7月1日 - ライブDVD『満員になったら、、、』リリース。 |
| 7月13日 - 広島・HIROSHIMA BACK BEATにて『定期ライブ〜広島〜』開催。                                                                                            |
| 7月14日 - 千葉・柏PALOOZAにて『FUMI FES. vol.2』出演。 |
| 7月18日 - 東京・渋谷CLUB CRAWLにて『無料定期ライブ』開催。 |
| 8月2日、4日 - 東京・お台場周辺エリアにて『TOKYO IDOL FESTIVAL 2019』出演。                                                                                     |
| 8月3日 - 埼玉・メットライフドームにて『ももいろクローバーZ「MomocloMania2019」サテライトパーク「TOKOROZAWA Music & Art FES'19」』出演。                        |
| 8月3日 - 東京・六本木morph-tokyoにて『3か月連続2マンライブ with H△G』開催。                                                                                    |
| 8月8日 - 東京・duo MUSIC EXCHANGEにて『まなみのりさ12周年記念ワンマンライブ「これまでも、これからも」』開催。                                                  |
| 8月8日 - まなみのりさベストアルバム『breath』を12月13日のワンマンライブチケットとセットで販売開始。                                                            |
| 11月3日 - 群馬・高崎club FLEEZにて『GIG TAKAHASHI 2019』出演。                                                                                                 |
| 12月13日 - 東京・ヒューリックホール東京にて『まなみのりさワンマンライブ「1000」』開催。                                                                        |

| 2月1日 埼玉・ヘブンズロック熊谷 VJ-1にて『GIG TAKAHASHI tour 2020』出演。                                                                           |
| 2月8日 広島・LIVE VANQUISHにて『GIG TAKAHASHI tour 2020』出演。                                                                                     |
| 2月9日 兵庫・神戸VARITにて『GIG TAKAHASHI tour 2020』出演。                                                                                         |
| 2月16日 愛知・名古屋クラブクアトロにて『GIG TAKAHASHI tour 2020』出演。以降出演が予定されていた仙台公演、東京公演は新型コロナ感染症の影響により中止 |
| 8月6日 『GIG TAKAHASHI tour 2020 ツアーファイナル』出演。 ※新型コロナ感染症の影響でオンラインにて開催                                               |
| 8月7日〜8日 東京・まなみのりさ13周年ワンマンライブ「できるなら...」開催（計１３公演） ※新型コロナ感染症の影響でオンラインにて開催                   |
| 11月3日 『GIG TAKAHASHI 2020 配信ライブ』出演。 ※新型コロナ感染症の影響でオンラインにて開催                                                         |

| 1月25日 公式ファンクラブ「まなみのりさ」開設                                                                |
| 3月21日 広島・CLUB QUATTROにて「QUATTRO ONE-MAN LIVE HIROSHIMA&TOKYO」開催                                  |
| 4月1日 東京・CLUB QUATTROにて「QUATTRO ONE-MAN LIVE HIROSHIMA&TOKYO」開催                                   |
| 4月1日 東京・TSUTAYA O-EASTにて「GIG TAKAHASHI 2021」出演                                                   |
| 6月12日 広島・LIVE VANQUISHにて「manaminorisa ONE-MAN LIVE ~Risa's Birthday party~ りさ生誕祭」開催         |
| 6月26日 東京・USEN STUDIO COASTにて「GIG TAKAHASHI 2」出演                                                  |
| 8月7日 東京・duo MUSIC EXCHANGEにて「manaminorisa ONE-MAN LIVE ~Manami's Birthday party~ まなみ生誕祭」開催 |
| 8月8日 東京・KANDA SQUARE HALLにて「14th anniversary ONE-MAN LIVE『Elope』」開催                            |
| 11月3日 群馬・高崎 club FLEEZにて「GIG TAKAHASHI 2021」出演                                                 |
| 11月27日〜28日 沖縄・第１回ファンクラブツアーを沖縄にて開催                                                 |
| 12月3日 東京・代官山UNITにて「manaminorisa ONE-MAN LIVE ~Minori's Birthday party~ みのり生誕祭」開催        |

| 2022年 | 2022年       | 2022年 | 2022年                                  | 2022年                                                   |
| ------ | ------------ | ------ | --------------------------------------- | -------------------------------------------------------- |
| ー     | 2月14日(月)  | 東京   | SHIBUYA PLEASURE PLEASURE               | Valentine's Day Live 開催                                |
| ー     | 3月1日(火)   | 東京   | Zepp Haneda                             | GIG TAKAHASHI 2 出演                                     |
| ー     | 3月14日(月)  | 東京   | SHIBUYA PLEASURE PLEASURE               | White Day Live 開催                                      |
| 1      | 4月15日(金)  | 東京   | 初台Doors                               | 「まなみのりさLive『君だけに伝えたいことがある』」開催   |
| 2      | 4月17日(日)  | 広島   | SIX ONE Live STAR                       | 「まなみのりさLive『君だけに伝えたいことがある』」開催   |
| 3      | 4月23日(土)  | 福島   | Jヴィレッジ                             | ももクロ春の一大事2022」外周パークきてくんちぇパーク出演 |
| 4      | 5月3日(祝)   | 福岡   | スカラエスパシオ                        | どんたくアイドルCruise! 出演                             |
| 5      | 5月3日(祝)   | 福岡   | ベイサイドプレイス博多                  | アイドル演舞台 DAY1 出演                                 |
| 6      | 5月4日(祝)   | 福岡   | DRUM LOGOS                              | よかもんフェス2022 どんたくSP 2DAYS 出演                 |
| 7      | 5月4日(祝)   | 福岡   | ベイサイドプレイス博多                  | アイドル演舞台 DAY2 出演                                 |
| 8      | 5月5日(祝)   | 広島   | 広島駅南口地下広場                      | 「Elope」発売記念イベント 開催                           |
| 9      | 5月8日(祝)   | 大阪   | タワーレコード難波                      | 「Elope」発売記念イベント 開催                           |
| 10     | 5月29日(日)  | 東京   | CLUB CRAWL                              | 無料定期ライブ（1部） 開催                               |
| 11     | 5月29日(日)  | 東京   | CLUB CRAWL                              | 無料定期ライブ（2部） 開催                               |
| 12     | 6月6日(月)   | 東京   | 渋谷GUILTY                              | まみりのおうち Vol.3 開催                                |
| 13     | 6月20日(月)  | 東京   | unravel tokyo                           | ハピコレ!!vol.0 出演                                     |
| 14     | 6月22日(水)  | 東京   | CLUB CRAWL                              | 無料定期ライブ 開催                                      |
| 15     | 6月26日(日)  | 広島   | SIX ONE Live STAR                       | ひろしまみり定期ライブ 開催                              |
| 16     | 7月2日(土)   | 福岡   | 福岡BEATSTATION                         | Kyushu Girls Wing vol,8 出演                             |
| 17     | 7月3日(日)   | 福岡   | ベイサイドライブホール BY ACTIVE HAKATA | 空と星 出演                                              |
| 18     | 7月13日(火)  | 東京   | 恵比寿CreAto                            | Goodbye IDOL, Hello IDOL vol.1 開催                      |
| 19     | 7月16日(土)  | 東京   | 渋谷Star lounge                         | オリオンのベルト vol.1 出演                              |
| 20     | 7月17日(日)  | 東京   | CLUB CRAWL                              | 無料定期ライブ（1部） 開催                               |
| 21     | 7月17日(日)  | 東京   | CLUB CRAWL                              | 無料定期ライブ（2部） 開催                               |
| 22     | 7月23日(土)  | 広島   | SIX ONE Live STAR                       | ひろしまみり定期ライブ 開催                              |
| 23     | 7月30日(土)  | 埼玉   | ベルーナドーム（西武ドーム）            | ももクロ夏のバカ騒ぎ 外周パーク「MOCK IN JAPAN FES」出演 |
| 24     | 7月31日(日)  | 東京   | 六本木ヒルズアリーナ                    | 六本木アイドルフェスティバル 出演                        |
| 25     | 8月8日(月)   | 東京   | Veats Shibuya                           | 15th Anniversary Live『愛も夢も過去も未来も』 開催       |
| 26     | 8月11日(祝)  | 広島   | 広島CLUB QUATTRO                        | feelNEO主催２マンライブ「NOC6」 出演                     |
| 27     | 8月12日(金)  | 広島   | 広島駅南口地下広場                      | 「Elope」発売記念イベント 開催                           |
| 28     | 8月27日(土)  | 広島   | 宮島ゲストハウス三國屋                  | 第3回ちゅうえマルシェ 出演                               |
| 29     | 8月28日(日)  | 鳥取   | 米子AZTiC laughs                        | AZTiC Fes 2022 vol.3 ～まみりーねお～（1部）             |
| 30     | 8月28日(日)  | 鳥取   | 米子AZTiC laughs                        | AZTiC Fes 2022 vol.3 ～まみりーねお～（2部）             |
| 31     | 8月31日(水)  | 東京   | CLUB CRAWL                              | 無料定期ライブ 開催                                      |
| 32     | 9月6日(火)   | 東京   | unravel TOKYO                           | Goodbye IDOL, Hello IDOL vol.2 開催                      |
| 33     | 9月11日(日)  | 広島   | LECT                                    | フリーライブ（1部） 開催                                 |
| 34     | 9月11日(日)  | 広島   | LECT                                    | フリーライブ（2部） 開催                                 |
| 35     | 9月17日(日)  | 東京   | CLUB CRAWL                              | 無料定期ライブ（1部） 開催                               |
| 36     | 9月17日(日)  | 東京   | CLUB CRAWL                              | 無料定期ライブ（2部） 開催                               |
| 37     | 9月23日(祝)  | 青森   | 青森Quarter                             | MAMIRINGOMUSIC（1部） 出演                               |
| 38     | 9月23日(祝)  | 青森   | 青森Quarter                             | MAMIRINGOMUSIC（2部） 出演                               |
| 39     | 9月24日(土)  | 東京   | 新宿ReNY                                | エモフェス2022 出演                                      |
| 40     | 9月25日(日)  | 広島   | SIX ONE Live STAR                       | ひろしまみり定期ライブ 開催                              |
| 41     | 10月15日(土) | 東京   | お台場夢の広場                          | ギュウ農フェス 出演                                      |
| 42     | 10月16日(日) | 東京   | CLUB CRAWL                              | 無料定期ライブ（1部） 開催                               |
| 43     | 10月16日(日) | 東京   | CLUB CRAWL                              | 無料定期ライブ（2部） 開催                               |
| 44     | 10月22日(土) | 広島   | LECT                                    | フリーライブ（1部） 開催                                 |
| 45     | 10月22日(土) | 広島   | LECT                                    | フリーライブ（2部） 開催                                 |
| 46     | 10月23日(日) | 広島   | SIX ONE Live STAR                       | ひろしまみり定期ライブ 開催                              |
| 47     | 11月3日(祝)  | 東京   | 原宿RUIDO                               | H.I.P. presents GIG TAKAHASHI 2（1部） 出演              |
| 48     | 11月3日(祝)  | 東京   | 原宿RUIDO                               | H.I.P. presents GIG TAKAHASHI 2（2部） 出演              |
| 49     | 11月12日(土) | 広島   | LECT                                    | フリーライブ（1部） 開催                                 |
| 50     | 11月12日(土) | 広島   | LECT                                    | フリーライブ（2部） 開催                                 |
| 51     | 11月13日(日) | 広島   | SIX ONE Live STAR                       | クラウドファンディングリターンミニライブ                 |
| 52     | 11月13日(日) | 広島   | SIX ONE Live STAR                       | ひろしまみり定期ライブ 開催                              |
| 53     | 11月14日(月) | 神奈川 | CLUB CITTA                              | アソビタリナイ 出演                                      |
| 54     | 11月20日(日) | 東京   | CLUB CRAWL                              | 無料定期ライブ（1部） 開催                               |
| 55     | 11月20日(日) | 東京   | CLUB CRAWL                              | 無料定期ライブ（2部） 開催                               |
| 56     | 11月23日(祝) | 東京   | 渋谷THE GAME                            | FC限定ライブ「まみりなりのザ・ベストテン」開催           |
| 57     | 11月27日(日) | 東京   | CLUB CRAWL                              | クラウドファンディングリターンミニライブ                 |
| 58     | 12月3日(土)  | 広島   | リーガロイヤルホテル                    | FC限定ディナーショー 開催                                |
| 59     | 12月9日(金)  | 広島   | アリスガーデン                          | 神薙ラビッツライブ（1部）出演                            |
| 60     | 12月9日(金)  | 広島   | アリスガーデン                          | 神薙ラビッツライブ（2部）出演                            |
| 61     | 12月10日(土) | 福岡   | Buddy up！                              | 超TWOMAN まなみのりさ vs 結音YUION 出演                  |
| 62     | 12月11日(日) | 広島   | カジル横川                              | カジル横川20周年企画（1部） 開催                         |
| 63     | 12月11日(日) | 広島   | カジル横川                              | カジル横川20周年企画（2部） 開催                         |
| 64     | 12月17日(土) | 広島   | SIX ONE Live STAR                       | ひろしまみり定期ライブ 開催                              |
| 65     | 12月18日(日) | 広島   | LECT                                    | フリーライブ（1部） 開催                                 |
| 66     | 12月18日(日) | 広島   | LECT                                    | フリーライブ（2部） 開催                                 |
| 67     | 12月26日(月) | 東京   | CLUB CRAWL                              | 年末ジャンボまみり祭 開催                                |
|        |              |        |                                         |                                                          |

| 2023年 | 2023年       | 2023年 | 2023年                           | 2023年                                                                                |
| ------ | ------------ | ------ | -------------------------------- | ------------------------------------------------------------------------------------- |
| 68     | 1月7日(土)   | 広島   | 広島グリーンアリーナ             | 2023 JT day!All for GREEN セット間ライブ 出演                                         |
| 69     | 1月8日(日)   | 広島   | 広島グリーンアリーナ             | 2023 JT day!All for GREEN セット間ライブ 出演                                         |
| 70     | 1月14日(土)  | 広島   | JMSアステールプラザ大ホール      | 最後の広島大感謝祭～気づけば三十路を超えまして～ 開催                                 |
| 71     | 1月15日(日)  | 広島   | SIX ONE Live STAR                | アステールプラザ大ホールワンマン オフ会 開催                                          |
| 72     | 1月20日(金)  | 東京   | タワーレコード錦糸町パルコ店     | manaminorisa BEST ALBUM『LAST』リリースイベント 開催                                  |
| 73     | 1月21日(土)  | 東京   | 新宿BLAZE                        | GIG TAKAHASHI 2（1部）出演                                                            |
| 74     | 1月21日(土)  | 東京   | 新宿BLAZE                        | GIG TAKAHASHI 2（2部）出演                                                            |
| 75     | 1月22日(日)  | 愛知   | 名古屋クラブクアトロ             | GIG TAKAHASHI 2（1部）出演                                                            |
| 76     | 1月22日(日)  | 愛知   | 名古屋クラブクアトロ             | GIG TAKAHASHI 2（2部）出演                                                            |
| 77     | 1月23日(月)  | 愛知   | タワーレコード名古屋近鉄パッセ店 | manaminorisa BEST ALBUM『LAST』リリースイベント 開催                                  |
| 78     | 1月24日(金)  | 東京   | HMV&BOOKS SHIBUYA                | manaminorisa BEST ALBUM『LAST』リリースイベント 開催                                  |
| 79     | 1月27日(金)  | 大阪   | HMV&BOOKS SHINSAIBASHI           | manaminorisa BEST ALBUM『LAST』リリースイベント 開催                                  |
| 80     | 1月28日(土)  | 大阪   | ESAKA MUSE                       | GIG TAKAHASHI 2（1部）出演                                                            |
| 81     | 1月28日(土)  | 大阪   | ESAKA MUSE                       | GIG TAKAHASHI 2（2部）出演                                                            |
| 82     | 1月29日(日)  | 広島   | LIVE VANQUISH                    | GIG TAKAHASHI 2（1部）出演                                                            |
| 83     | 1月29日(日)  | 広島   | LIVE VANQUISH                    | GIG TAKAHASHI 2（2部）出演                                                            |
| 84     | 1月30日(月)  | 広島   | 広島駅南口地下広場               | manaminorisa BEST ALBUM『LAST』リリースイベント 開催                                  |
| 85     | 2月4日(土)   | 東京   | ZEPP Haneda                      | GIG TAKAHASHI 2 出演                                                                  |
| ー     | .2月6日(月). | .東京  | .代々木LIVE STUDIO LODGE         | .Goodbye IDOL, Hello IDOL vol.3 開催※メンバー体調不良により中止                       |
| ー     | 2月7日(火)   | 東京   | タワーレコード池袋店             | manaminorisa BEST ALBUM『LAST』リリースイベント 開催※メンバー体調不良により中止       |
| 86     | 2月10日(金)  | 東京   | タワーレコード渋谷店             | manaminorisa BEST ALBUM『LAST』リリースイベント 開催                                  |
| 87     | 2月15日(水)  | 東京   | HMV&BOOKS SHIBUYA                | manaminorisa BEST ALBUM『LAST』リリースイベント 開催                                  |
| 88     | 2月16日(木)  | 東京   | 青山 RizM                        | あんな何か定期イベント 「あんたも vol,2」出演                                         |
| 89     | 2月17日(金)  | 神奈川 | タワーレコード横浜ビブレ店       | manaminorisa BEST ALBUM『LAST』リリースイベント 開催                                  |
| 90     | 2月18日(土)  | 千葉   | 柏PALOOZA                        | manaminorisa Last Tour 2023 Epilogue 開催                                             |
| 91     | 2月20日(月)  | 東京   | unravel TOKYO                    | ハピコレ!!vol.427                                                                     |
| 92     | 2月23日(祝)  | 大阪   | ESAKA MUSE                       | manaminorisa Last Tour 2023 Epilogue 開催                                             |
| 93     | 2月24日(金)  | 大阪   | タワーレコードアリオ八尾店       | manaminorisa BEST ALBUM『LAST』リリースイベント 開催                                  |
| 94     | 2月25日(土)  | 福岡   | 福岡 INSA                        | manaminorisa Last Tour 2023 Epilogue 開催                                             |
| 95     | 2月26日(日)  | 福岡   | キャナルシティ博多               | manaminorisa BEST ALBUM『LAST』リリースイベント（1部） 開催                           |
| 96     | 2月26日(日)  | 福岡   | キャナルシティ博多               | manaminorisa BEST ALBUM『LAST』リリースイベント（2部） 開催                           |
| 97     | 3月3日(金)   | 広島   | 広島駅南口地下広場               | manaminorisa BEST ALBUM『LAST』リリースイベント 開催                                  |
| 98     | 3月4日(土)   | 広島   | LIVE VANQUISH                    | manaminorisa Last Tour 2023 Epilogue 開催                                             |
| 99     | 3月5日(日)   | 愛知   | 新栄シャングリラ                 | manaminorisa Last Tour 2023 Epilogue 開催                                             |
| 100    | 3月6日(月)   | 愛知   | イオンモール大高                 | manaminorisa BEST ALBUM『LAST』リリースイベント 開催                                  |
| 101    | 3月7日(月)   | 東京   | HMV&BOOKS SHIBUYA                | manaminorisa BEST ALBUM『LAST』リリースイベント 開催                                  |
| 102    | 3月8日(水)   | 東京   | unravel TOKYO                    | manaminorisa Last Tour 2023 Epilogue 開催                                             |
| 103    | 3月18日(土)  | 東京   | 白金高輪SELENE b2                | 二丁目の魁カミングアウト ツーマンライブ 出演                                          |
| 104    | 3月22日(水)  | 東京   | 初台Doors                        | Last Tour”Epilogue”追加公演であり、最後のGoodbye IDOL, Hello IDOL リベンジ公演！ 開催 |
| 105    | 3月26日(日)  | 広島   | エールエールA館屋上              | 瀬戸内アイドルフェスティバル 出演                                                     |
| 106    | 4月1日(土)   | 東京   | 中野サンプラザ                   | ラストライブ『LAST』                                                                  |

セットリスト

## 作品

### シングル
| #                    | タイトル | リリース日           | レーベル                     | 品番                                                                                                | 最高位               |
| インディーズレーベル | インディーズレーベル | インディーズレーベル | インディーズレーベル         | インディーズレーベル                                                                                | インディーズレーベル |
| -------------------- | --- | -------------------- | ---------------------------- | --------------------------------------------------------------------------------------------------- | -------------------- |
| 1                    | I DOL DAMA☆C | 2007年8月8日         | C.A.N.disc                   | T2DA-3201                                                                                           |                      |
| 2                    | 恋・オブ・ミュージック | 2008年7月23日        | Kyunnism                     | T2DA-3202                                                                                           |                      |
| 3                    | 愛と平和のメッセージ（照） | 2009年3月25日        | Kyunnism                     | T2DA-3203                                                                                           |                      |
| 4                    | Possibility | 2009年11月4日        | PONY CANYON MUSIC            | PCML-0901                                                                                           | 188位                |
| 5                    | ポラリス/センチメンタルライオット | 2010年11月17日       | PONY CANYON MUSIC            | PCML-1004                                                                                           |                      |
| 6                    | ドレみそ☆ロック!/Home Again 〜愛のみそ汁〜 | 2011年11月2日        | ポニーキャニオンアーティスツ | PCML-1101                                                                                           | 117位                |
| 7                    | OH!PLEASE/PUNKISH PRINCESS | 2012年4月28日        | CryMAX Records               | IVCM-0002                                                                                           |                      |
| 8                    | CQ.CQ.・・・/WALKING MERMAID | 2012年4月28日        | CryMAX Records               | IVCM-0003                                                                                           |                      |
| メジャーレーベル     | |                      |                              | |                      |
| 9                    | BLISTER/会いたくなったらたちまちおいで | 2012年8月22日        | ポニーキャニオン             | PCCA-03666（初回限定盤） PCCA-70339（通常盤）                                                       | 139位                |
| インディーズレーベル | |                      |                              | |                      |
| 10                   | 桜エトランゼ | 2014年7月26日        | Volare Vox                   | VOLA-0006                                                                                           |                      |
| 11                   | νポラリスAb/逆襲のポラリス | 2015年12月22日       | IVY Records                  | IVYR-10011 (Type A) IVYR-10012 (Type B) IVYR-10013 (Type C) IVYR-10014 (Type D) IVYR-10015 (Type E) | 015位                |
| 12                   | 真夏のエイプリルフール/Results | 2016年7月5日         | フォースミュージック         | QAFC-10701 (Type A) QAFC-10702 (Type B) QAFC-10703 (Type C) QAFC-10704 (Type D) QAFC-10705 (Type E) | 017位                |
| 13                   | たいせつな…（広島ver） 1. ウソ（詞/曲: Alie Music Work 編: 星山卓満） 2. アイコトバ（詞/曲: ヨシダタクミ（phatmans after school） 編: 中島生也） 3. knock（詞: SHIROSE from WHITE JAM 曲/編: from WHITE JAM、NAOTO OKABE、ザッキモKatoo from 純国産ボイス） | 2018年6月9日         | TOIL&MOIL                    | MMR-05                                                                                              |                      |
| 14                   | たいせつな…（東京ver） 1. ウソ（詞/曲: Alie Music Work 編: 星山卓満） 2. 三ツ葉（詞/曲/編: クボナオキ） 3. ココロト（詞/曲:ヨシダタクミ（phatmans after school） 編: 中島生也）                                                                             | 2018年8月8日         | TOIL&MOIL                    | MMR-06                                                                                              |                      |

### コンピレーション・アルバム
- IDOL PARADE Vol.3（2012年9月5日、Roll Together Records、RTML-0001〜0003）
「ドレみそ☆ロック!」収録

### アルバム（旧事務所）
- みんな元気ィ!（2010年4月28日、PONY CANYON MUSIC、PCML-1001）
  - 8. ひろしまVOICE（詞/曲：えざきまさる）
- まみりサンダー（2013年7月24日、 CryMAX Records、IVCM-0004）
- まみりBEST 〜ポラリス〜（2013年11月27日、 CryMAX Records、CD+DVD:IVCM-0005【初回盤】、CD:IVCM-0006【通常盤】）

### アルバム
| # | タイトル         | 収録曲 | 収録曲 | リリース日    | レーベル  | 品番   |
| - | ---------------- | --- | --- | ------------- | --------- | ------ |
| 1 | さよなら、またね | 1. 反逆のパラレルライン 2. カフェテリア 3. 宿題 4. waveびーと 5. ORION | 1. 反逆のパラレルライン 2. カフェテリア 3. 宿題 4. waveびーと 5. ORION | 2017年9月3日  | TOIL&MOIL | MMR-01 |
| 2 | breath           | 1. 君の心（新曲）（詞/曲: Alie Music Work 編: 星山卓満） 2. introduction（曲: taka（ミオヤマザキ）） 3. ウソ 4. 反逆のパラレルライン（詞: mimimy 曲/編: J.K≒3[oyoso3]） 5. waveびーと（詞/曲/編: ヨシダタクミ（phatmans after school）） 6. カフェテリア（詞/曲/編: cuina） 7. かかとを鳴らして（新曲）（詞/曲: 津久井恒仁 編: 星山卓満） 8. 宿題（詞/曲/編: 天才凡人） 9. 相合傘（新曲）（詞/曲: Alie Music Work 編: 星山卓満） 10. knock 11. オレンジ（CD初収録曲）（詞/曲: Alie Music Work 編: cuina） 12. LUCK SONG（CD初収録曲）（詞/曲:: 大竹智紗（チロル） 編: 成田拓麻） 13. ORION（詞/曲/編: クボナオキ） 14. ココロト 15. 三ツ葉 16. introduction2（曲: taka（ミオヤマザキ）） 17. 花びら（CD初収録曲）（詞: 大竹智紗（チロル）、Alie Music Work 曲: Alie Music Work 編: 星山卓満、nishi-ken） 18. アイコトバ 19. 黄昏とは（新曲）（詞/曲/編: 津久井恒仁） ※2019年12月13日ワンマンライブのチケットとセットで販売 | 1. 君の心（新曲）（詞/曲: Alie Music Work 編: 星山卓満） 2. introduction（曲: taka（ミオヤマザキ）） 3. ウソ 4. 反逆のパラレルライン（詞: mimimy 曲/編: J.K≒3[oyoso3]） 5. waveびーと（詞/曲/編: ヨシダタクミ（phatmans after school）） 6. カフェテリア（詞/曲/編: cuina） 7. かかとを鳴らして（新曲）（詞/曲: 津久井恒仁 編: 星山卓満） 8. 宿題（詞/曲/編: 天才凡人） 9. 相合傘（新曲）（詞/曲: Alie Music Work 編: 星山卓満） 10. knock 11. オレンジ（CD初収録曲）（詞/曲: Alie Music Work 編: cuina） 12. LUCK SONG（CD初収録曲）（詞/曲:: 大竹智紗（チロル） 編: 成田拓麻） 13. ORION（詞/曲/編: クボナオキ） 14. ココロト 15. 三ツ葉 16. introduction2（曲: taka（ミオヤマザキ）） 17. 花びら（CD初収録曲）（詞: 大竹智紗（チロル）、Alie Music Work 曲: Alie Music Work 編: 星山卓満、nishi-ken） 18. アイコトバ 19. 黄昏とは（新曲）（詞/曲/編: 津久井恒仁） ※2019年12月13日ワンマンライブのチケットとセットで販売 | 2019年8月8日  | TOIL&MOIL |        |
| 3 | できるなら…      | 1. Re:start（詞/曲:津久井 恒仁） 2. 海嫌い（詞/曲: Alie Music Work） 3. 片道切符（詞/曲: Alie Music Work） 4. Diamond dust（詞/曲: H△G） 5. できるなら…（詞/曲: 藤田 麻衣子） | 1. Re:start（詞/曲:津久井 恒仁） 2. 海嫌い（詞/曲: Alie Music Work） 3. 片道切符（詞/曲: Alie Music Work） 4. Diamond dust（詞/曲: H△G） 5. できるなら…（詞/曲: 藤田 麻衣子） | 2020年9月9日  | TOIL&MOIL |        |
| 4 | Elope            | 1. Escape（詞/曲: Alie Music Work） 2. 5/7（曲:田村優太） 3. 愛してた（詞/曲:津久井 恒仁） 4. bye my love（詞:33/曲:田村優太） 5. 風蝉の灯（詞/曲:松本 俊） 6. 変わらなきゃ（詞:33/曲:田村優太） 7. Hello（詞/曲:津久井 恒仁） | 1. Escape（詞/曲: Alie Music Work） 2. 5/7（曲:田村優太） 3. 愛してた（詞/曲:津久井 恒仁） 4. bye my love（詞:33/曲:田村優太） 5. 風蝉の灯（詞/曲:松本 俊） 6. 変わらなきゃ（詞:33/曲:田村優太） 7. Hello（詞/曲:津久井 恒仁） | 2021年7月7日  | TOIL&MOIL |        |
| 5 | LAST             | 【Disc１】 - 反逆のパラレルライン - カフェテリア - 宿題 - waveびーと - ORION - byebyeバイナリ - TOKYO - ウソ - アイコトバ - knock - 三ツ葉 - ココロト - 君の心 - かかとを鳴らして - 相合傘 - オレンジ - LUCK SONG - 花びら - 黄昏とは | 【Disc2】 - circle edge - Maze - Twinkling Love - Re:start - 海嫌い - 片道切符 - Diamond dust - できるなら… - Escape - 5/7 - 愛してた - bye my love - 風蝉の灯 - 変わらなきゃ - Hello - 栞 | 2023年1月14日 |           |        |

### ビデオリリースシングル
- 花びら（2019年3月16日)

### 参加作品
- ミオヤマザキ「アイドル feat.100人のアイドル」MV出演（2015年）
- τ-TAU-「Dead or Drive/マボロシリアル」 みのり、ルミ（Caramel、現minami rumi）、もんてろ（絶叫する60度）三人による期間限定ユニットによるシングルCD（2016年）。まなみのりさ版のCDにはまなみのりさバージョンの「Dead or Drive」が収録されている。Short Ver. MV - YouTube
- ミオヤマザキ「裏アカ」みのりがレコーディングとMVに参加（2017年）
- SPL∞ASH「デート in the スタジアム」まなみが振付を担当（2017年）
- およそ3「冗談じゃね」MV出演（2018年）
- ちぃたん☆らぶ「ちぃたん☆の気持ち」（2018年8月15日配信、みのりが歌で参加）[26]

### 映像作品
- まなみのりさライブDVD「いままでと、これからと」（2017年9月3日リリース、MMR-02、2017年8月8日の渋谷duo MUSIC EXCHANGEワンマンライブを収録）
- まなみのりさライブDVD「もう一度、ここから」（2018年4月14日リリース、MMR-03・MMR-04、2017年12月24日の広島フェニックスホールワンマンライブを収録）
- まなみのりさライブDVD「満員になったら、、、」（2019年7月1日リリース、MMR-07、2019年3月3日のTSUTAYA O-WESTワンマンライブを収録）
- まなみのりさライブDVD「[1000]」（2020年5月5日リリース、2019年12月13日のヒューリックホール東京ワンマンライブを収録）
- まなみのりさライブDVD「Elope」（2021年8月8日のKANDA SQUARE HALLワンマンライブを収録）

## 出演

### テレビ
- FNSの日26時間テレビ2009 超笑顔パレード〜爆笑!お台場合宿!!〜（フジテレビ、2009年7月25日・26日） - 「FNS27局対抗三輪車12時間耐久レースへの道」の企画へまなみのりさチームとして。
- 夜型人間「夜型芸能部」（テレビ新広島、不定期出演） - 2010年3月まで
- 情報チャージ 知りため! （テレビ新広島、2010年4月 - 2012年9月） - お天気コーナーと「知りためエンタ」のコーナーに交代で出演。
- Japan in Motion Saisons 5（2010年9月6日 - 12月27日[† 4]、フランス・Nolife）
日本文化を世界に発信する番組。テイ・エス・エス・プロダクション制作。広島、福岡、フランスで放送の他、ユーチューブで公開[27]
- まなみのりさ 春の大感謝祭! オファーがきましたSP（テレビ新広島）
  - Part1（2009年3月14日）
  - Part2（2010年3月20日）
  - Part3（2011年3月20日）
  - Part4（2012年3月17日）
  - Part5（2013年3月16日）
- ラッキートリッパー Idol オンザラン（関西テレビ、2013年5月 - 6月）シーズン1広島編
- Rの法則（NHK Eテレ、2013年8月27日） - NHKワンダーランドネオアイドル大集合!
- まなみのりさの絶対に行きたい!東京スポット（2013年9月21日、テレビ新広島）
- 『知りため!プラス』"ナンデモ!?知りため隊"コーナー（2013年11月16日、テレビ新広島）
- 『ドリームTV』（2014年1月25日、広島テレビ・2014年2月1日、BS日テレ）
- みんなのテレビ（テレビ新広島、2017年10月 - 12月） まなみのりさのさとやまクッキング
- H♪LINE（広島ホームテレビ、2017年12月22日）
- TSSプライムニュース（テレビ新広島、2018年6月1日）
- Japan in Motion（フランス J-One・台湾 國興衛視・テレビ新広島・北海道文化放送・テレビ静岡・高知さんさんテレビ・テレビ西日本で放送、YouTubeでも公開、2017年 - ）
- TSS「ライク！」　メビウス（Ｍｅｂｉｕｓ）のとことん！ふるさと応援隊（テレビ新広島、2022年8月30日）

### ラジオ
- まなみのりさの秘密のよふかし☆（広島FM、2010年12月2日 - 2011年3月31日） - 『大窪シゲキの9ジラジ』（月 - 木曜21:00-22:00）、木曜日のレギュラーコーナー
- RCC ラジオ・チャリティー・ミュージックソン2010（RCCラジオ、2010年12月24日 - 25日） - メインゲスト
- 庄司悟のリクエスト魂（広島FM、金曜16:30-20:00） - 準レギュラー出演（月1回生出演）
- 秘密の音園（RCCラジオ、火-金曜21:50-23:50） - 毎週火曜日、谷野愛美レギュラー出演（2011年4月5日 - ）
- まなみのりさのサロンズヘアQ （広島FM、日曜16:55、2012年4月1日 - ）
- 日々感謝。ヒビカン（RCCラジオ、2014年1月8日） - ゲスト出演
- HITS ONE powered by billboard japan（i-dioの高音質チャンネル・TS ONE、2016年7月20日） - ゲスト出演・鈴木哲彦代表
- 渕上里奈のMUSIC ROOM（RCCラジオ、2017年12月1日、12月8日、12月15日、2018年6月11日） - ゲスト出演
- TOKYO→NIIGATA MUSIC CONVOY（FM PORT、2018年2月5日） - ゲスト出演
- おひるーな（RCCラジオ、2018年6月6日） - ゲスト出演
- 庄司悟のカウントダウン魂（広島FM、2018年6月8日） - ゲスト出演
- らじぷら（調布FM、2019年9月22日〜2022年3月6日）りさレビュラー出演　※2020年1月18日新宿ケントスにて公開収録を実施
- りさラジ（調布FM、2020年5、6、11月スポット放送。2021年1月〜2022年3月レギュラー放送）りさメインMC

### 映画
- 少女たちの羅針盤（2011年4月23日広島先行公開、5月14日全国公開） - 劇団「羅針盤」の活動を妨害する派手メイクギャル3人組役で出演。

### 舞台（みのり）
- SEPT Vol.9「Re Animation」（2020年12月9日 - 13日） - 伊藤玲 役（当初ゲスト出演の予定であったが、レギュラー出演となった）[28]
- SEPT Vol.10「Re Animation ReUnion｜ReVise」（2021年5月21日 - 30日） - 伊藤玲 役[29]
- SEPT ReAnimation『ARIARIUM』「（2022年6月8日 - 12日） - 伊藤玲 役
- SEPT A Story of ReAnimation: ReverSing（2022年8月18日 - 22日）伊藤玲 役

### CM
- 広島交通系ICカード「PASPY」（広島県バス協会） - PASPYのテレビCM出演。ひろしまバスまつり（2008年 - 2011年）ではキャンペーンユニットとしてライブ出演。
- 直撃!ひろしまボイス - TSS毎週火曜の番宣CM出演（2009年4月 - ）。
- サロンズ（広島県内の美容室店） - ラジオCM。広島FMで随時オンエア。
- キンキホーム - 「まなみのりさがあなたのお部屋をプロデュース」キャンペーンCM（2010年12月 - 2011年3月）。
- 新庄みそ - イメージソングとしてタイアップした「ドレみそ☆ロック!/Home Again 〜愛のみそ汁〜」を使用したテレビCMをオンエア。コラボ商品「まなみのりさのだんご汁セット」を発売。
- FRESTA - 「毎月30日はフレスタの日」と特売日を告知するTVCMを当初はテレビ新広島で放送。その後他3局（RCC・広島テレビ・広島ホームテレビ）でも放送される様になった。
- JR西日本広島支社 - 大阪ぐるりんパス
- グロップ - 放送エリア広島県内（2013年12月 - 2014年9月）
- 七護エステート（2018年）
- ブックオフ「BOOKOFF SUPER BAZAAR 広島段原店」（2018年） - りさ出演
- 個別指導Axis（2019年） - まなみ出演

### 雑誌
- GiRLPOP（ソニーマガジンズ/エムオン・エンタテインメント）
- Top Yell（竹書房）
- Wink広島 12月号（アスコン、2017年）
- Top Yell NEO 2018 AUTUMN（2018年9月29日）
- Top Yell NEO 2019 SPRING（2019年3月26日、東京女子流との対談）

### ウェブ
- ウェブグラビア「妄想カノジョ」（KADOKAWA「週刊ジョージア」2016年8月8日配信） - 岡山みのりのみ[30]
- ヒロシマのネットテレビ ナヤンダアゲクTV（2017年 - ）
- 【ドキュメンタリー映画】TRY TO BE BRAVE 〜まなみのりさ 1500人ライブへの軌跡（from H、2018年）
- 広島のツボ（from H、ヤルキストと共演、2019年）

### その他
- ひろしま さとやま未来博2017 勝手に応援隊（2017年）
- 広島経済大学「経大祭 Get Over」（2017年）
- 広島マリーナホップ「打ち上げ花火&イルミネーション点灯式オープニングイベント」（2017年）
- 広島情報専門学校 学園祭「秋華祭 2017」（2017年）
- 広島空港イルミネーション点灯式（2017年）
- スズメバチカレー コラボメニュー（2017年）
- カルビー「ふるシャカPV」（2018年）
- Vege Love it!（ベジラビット）コラボメニュー（2018年） - オタフクソースのコンセプトショップ
- まなみのりさ×BOOKOFF オリジナルしおりプレゼント（2018年）
- ひろしまフラワーフェスティバル2018 スペシャルゲスト（2018年）
- おりづるタワー 広電バスのラッピング広告（2018年）
- ハーゲンダッツ＆まなみのりさ〜ま・み・りのイチ押しアイス対決〜（2018年10月20日、LECT）
- 「カルピス」100周年×ポプラ コラボキャンペーン （2019年6月）
- ブックオフ「BOOKOFF SUPER BAZAAR 広島大手町店 20周年」（2019年）

他多数
2017年12月24日のライブのサポート企業
2017年12月24日に広島国際会議場フェニックスホールで開催されたホールワンマンライブ『もう一度、ここから』のサポート企業は43社。
- 株式会社七護エステート、オタフク
- アクターズスクール広島、TSS、良和ハウス
- WOOD ONE、株式会社グランデ、サタケ、新庄みそ、マリホ水族館、中国昇降機サービス株式会社、中国タクシー株式会社、株式会社ティーエス・ハマモト、リースキン 西日本リネンサプライ株式会社、H-BB.in Hiroshima Back Beat、おりづるタワー、ブックオフ、フレスタホールディングス、有限会社まつまえ、三島食品、やまだ屋、よつば整骨院、個別指導Axis
- 他20社

2018年11月3日のライブのコラボ商品
ワンマンライブ「平成30年7月西日本豪雨災害チャリティワンマンライブ〜まだまだここから〜」が2018年11月3日にBLUE LIVE 広島で開催。企業とのチャリティー企画コラボ商品が販売された。コラボ商品を含むチャリティーライブの利益は広島県に寄付。
- サタケ「まみりステッカー付き マジックライス」
- 新庄みそ「新庄みそピーナッツまみりver.」
- BOOK OFF「トートバッグ」
- BOSTON「ひろしまみりレモンスティックケーキ」
- 三島食品「まみり」（ふりかけ3個セット）
- やまだ屋「まみりセット」（もみじ饅頭4種類と桐葉菓4個）

## タイアップ
- ひろしまVOICE - テレビ新広島「直撃！ひろしまボイス」テーマソング（2009年 - 2013年）
- ドレみそ☆ロック - 新庄みそCMソング（2011年）
- KIYOMORI - ひろしま清盛PRソング（2012年）
- 桜エトランゼ - 映画「サクラカプセル」キャラクター安芸まひるイメージソング（2014年）
- ポラリスAb - アサヒ飲料「ドデカミン・ナイトフィーバー」CMソング（2015年）
- ORION - 七護エステートCMソング（2018年）
- 三ツ葉 - ブックオフ「BOOKOFF SUPER BAZAAR 広島段原店」CMソング（2018年）
- LUCK SONG - 個別指導Axis CMソング（2019年）